# Oro (film 1929)
Oro (Wall Street) è un film del 1929, diretto da Roy William Neill. Prodotto da Harry Cohn, ha come interpreti principali Ralph Ince e Aileen Pringle. La storia - dai toni drammatici - si svolge a New York, negli ambienti dell'alta finanza e il film venne girato alla vigilia della grande crisi del 1929.

## Trama
Diventato un potente finanziere, Roller McCray non si tira indietro quando si tratta di schiacciare Walter Tabor, un suo rivale. Tanto che l'altro, ormai rovinato, non esita a uccidersi. La vedova di Tabor, Anne, rimasta sola con il figlioletto Richard, accetta le attenzioni di McCray che cerca, con lei, di fare ammenda. In realtà, la donna vuole solo vendicarsi di lui e, per questo, trama con John Willard, l'ex socio del marito. Tra McCray e il piccolo Richard nasce un forte legame che porta il finanziere a fidarsi del ragazzino il quale, innocentemente, divulga alcune informazioni finanziarie che servono a Willard per rovinare il rivale. Anne, che ha imparato ad apprezzare McCray, si rammarica per la sua caduta e i due, legati anche dall'affetto per il bambino, decidono di cominciare una vita insieme.

## Produzione
Il film fu prodotto dalla Columbia Pictures Corporation.

## Distribuzione
Il copyright del film, richiesto dalla Columbia Pictures Corp., fu registrato l'8 gennaio 1930 con il numero LP996. Il film venne presentato in prima a New York il 23 novembre 1929 per uscire nelle sale il 1º dicembre. A Londra, venne presentato l'8 gennaio 1930, uscendo poi anche in Irlanda (13 giugno) e nelle sale britanniche (7 luglio).
Giornali dell'epoca rimarcarono ironicamente che il film fosse stato distribuito il 23 novembre, un mese dopo il famigerato giovedì nero (24 ottobre 1929), giorno in cui si manifestarono le prime chiare avvisaglie di quello che viene ricordato come il crollo di Wall Street del 1929.